# باشگاه فوتبال کامپوباسو
باشگاه فوتبال کامپوباسو (انگلیسی: Campobasso FC) یک باشگاه فوتبال مستقر در کامپوباسو، ایتالیا است که در حال حاضر در سری سی ایتالیا، سومین سطح لیگ فوتبال در این کشور به فعالیت می‌پردازد.
آن‌ها بازی‌های خانگی خود را در ورزشگاه نوو رومانولی، مستقر در کامپوباسو انجام می‌دهند که به اندازه ۲۱۸۰۰ صندلی گنجایش پذیرش تماشاگر دارد.
متن زیر به فارسی رسمی ترجمه شده است:

## تاریخ

### سال‌های اولیه
این باشگاه در سال ۱۹۱۹ به عنوان یونیونه اسپورتیو کامپوباسو تأسیس شد. تا سال ۱۹۲۹، این باشگاه عمدتاً بازی‌های خود را مقابل حریفان نظامی و همچنین تیم‌های منطقه‌ای مانند ایسرنیا، بنونتو و کیتی برگزار می‌کرد.
اولین فصل کامپوباسو در فوتبال سازمان‌یافته ایتالیا در فصل ۱۹۲۹–۳۰ رخ داد. اولین صعود این باشگاه در فصل ۱۹۳۳–۳۴ اتفاق افتاد، زمانی که با هدایت سرمربی آرماند هالموس به لیگ پریما دیویزیونه راه یافتند. تیم تازه صعود کرده کامپوباسو از فصل ۱۹۳۴–۳۵ نام خود را به «لیتوریو کامپوباسو» تغییر داد. آن فصل با ناامیدی به پایان رسید و باشگاه به رده پایین‌تر سقوط کرد.
این باشگاه در فصول بعدی تحت نام‌های مختلفی دوباره تأسیس شد، از جمله فاسیو جوانیله کامپوباسو و دوپولاوروفرواریو کامپوباسو (“کارگران قطار بعد از ساعت‌های کاری کامپوباسو”) و در فصل ۱۹۳۸–۳۹ به مقام چهارم رسید. در این دوره، باشگاه شروع به استفاده از پیراهن‌های قرمز و آبی کرد، سنتی که از آن زمان تاکنون دنبال شده است.

### سال‌های پس از جنگ
پس از جنگ جهانی دوم، فوتبال در کامپوباسو در سال ۱۹۴۸ تحت نام یونیونه اسپورتیو کامپوباسو از سر گرفته شد. باشگاه تازه‌تأسیس کامپوباسو در لیگ اینترمنطقه‌ای جنوبی به همراه سایر باشگاه‌های جنوبی ایتالیا که نماینده پایتخت‌های استان‌های خود بودند، قرار گرفت.
در سال ۱۹۵۲ که در سطح چهارم رقابت می‌کردند، چندین سال در این سطح بازی کردند تا اینکه در سال ۱۹۵۹ به لیگ تازه تأسیس سری دی راه یافتند.
کامپوباسو در فصول بعدی در سری دی باقی ماند و در چند مورد از صعود بازماند. با این حال، در فصل ۱۹۶۹–۷۰، با ورود باشگاه به یک گروه منطقه‌ای که شامل تیم‌هایی از آبروتزو، مارکه و آپولیا بود، کامپوباسو بیشتر فصل را در پایین جدول باقی ماند و در نهایت سقوط کرد.

### دهه ۱۹۷۰: شروع حضور در سری C
در سال ۱۹۷۲، کامپوباسو دوباره به سری دی صعود کرد و شروع به ساختن تیمی کرد که قادر به صعود به سری سی باشد. پس از اینکه در فصل ۱۹۷۳–۷۴ از صعود در تقابل با باشگاه فوتبال بنونتو بازماندند، کامپوباسو در سال بعد قهرمان لیگ شد و در تاریخ ۲۵ مه ۱۹۷۵ با پیروزی ۵–۰ مقابل سرینیولا در برابر بیش از ۱۰٬۰۰۰ تماشاگر، بالاخره به سری سی صعود کرد.
کامپوباسو که برای اولین بار در تاریخ خود در سری سی رقابت می‌کرد، با آرزوی اجتناب از سقوط، در فصل ۱۹۷۵–۷۶ وارد میدان شد. این باشگاه فراتر از انتظارات عمل کرد و با کسب مقام ششم فصل را به پایان رسانید.
فصول بعدی با فرار از سقوط در روز پایانی و سپس عملکردهای مثبت‌تر، از جمله مقام‌های چهارم در فصول ۱۹۷۸–۷۹ و ۱۹۷۹–۸۰ تمام شد.

### دهه ۱۹۸۰: سری بی
پس از موفقیت‌های فصول گذشته در سری سی، اعتماد به نفس کامپوباسو افزایش یافت و هواداران و مالکیت مصمم بودند که برای اولین بار به سری بی برسند.
پس از اینکه در فصل ۱۹۸۰–۸۱ به سختی از صعود بازماندند، مالکیت جدیدی به رهبری تاجر ساخت و ساز آنتونیو مولیناری و آنتونیو پازیناتو به عنوان سرمربی جدید، کامپوباسو را به صعود به سری بی برای اولین بار در تاریخ باشگاه در تاریخ ۳۰ مه ۱۹۸۲، پس از پیروزی ۱–۰ مقابل باشگاه فوتبال رجینا در خانه هدایت کردند.
در اولین حضور کامپوباسو در سری بی، این باشگاه در رتبه سیزدهم جدول قرار گرفت و به راحتی از سقوط اجتناب کرد و همچنین نتایج چشمگیری مانند پیروزی مقابل باشگاه فوتبال فیورنتینا که از ملی‌پوشان تیم قهرمان جام جهانی فوتبال ۱۹۸۲، جیانکارلو آنتوگنونی و فرانچسکو گراتیانی بهره می‌برد، به دست آورد. کامپوباسو همچنین نتایج قابل توجهی در برابر تیم‌های بزرگ‌تری مانند باشگاه فوتبال آ.ث. میلان و باشگاه فوتبال لاتزیو کسب کرد.
فصل ۱۹۸۳–۸۴ کامپوباسو خود را به عنوان یکی از مدعیان صعود مطرح کرد. در پایان هفته یازدهم مسابقات، حتی در صدر جدول قرار گرفتند، اما در نهایت در مقام هفتم فصل را به پایان رساندند.
فصل ۱۹۸۴–۸۵ شاهد تغییرات زیادی در کامپوباسو بودیم، از جمله خروج کاپیتان میکله اسکورانو و سرمربی آنتونیو پازیناتو؛ تیم تنها در روز پایانی فصل در برابر باشگاه فوتبال تریستیانا از سقوط نجات پیدا کرد و همچنین فرصتی برای افتتاح استادیوم جدید خود، استادیو نووو رومانیولی، که با پیروزی ۱–۰ در کوپا ایتالیا در برابر قدرت فوتبال ایتالیا، باشگاه فوتبال یوونتوس، به رهبری جیووانی تراپاتونی، با حضور ۴۰٬۰۰۰ تماشاگر، که به طرز چشمگیری از ظرفیت ۲۶٬۰۰۰ نفری استادیوم فراتر رفت، افتتاح شد.
برای فصل ۱۹۸۶–۸۷، تورد گریب به عنوان سرمربی جدید استخدام شد اما به سرعت در نقش خود ناموفق بود و پس از تنها دو پیروزی در ۱۲ بازی اول، اخراج شد. تغییر سرمربی، با جیامپیرو ویتالی که اکنون در رأس کار بود، منجر به کسب یک جایگاه در پلی‌آف سقوط سه‌جانبه مقابل باشگاه فوتبال لاتزیو و باشگاه فوتبال ترنتو ۱۹۲۱ شد که در نهایت باعث شکست لوپی و بازگشت به سری سی شد.
پس از کسب مقام چهارم در سطح سوم ایتالیا، کامپوباسو دو سقوط متوالی را تجربه کرد و در نهایت در سال ۱۹۹۰ ورشکسته اعلام شد.

### دهه‌های ۱۹۹۰، ۲۰۰۰ و ۲۰۱۰
پس از یک بازسازی و تعدادی سقوط و صعود، در سال ۲۰۰۰، کامپوباسو بالاخره به سری C2 صعود کرد. با این حال، پس از اینکه در سال ۲۰۰۱ از صعود به سری C1 بازماند، کامپوباسو یک سال بعد دوباره سقوط کرد و بلافاصله ورشکسته اعلام گردید.
این باشگاه که اکنون به عنوان نووو کامپوباسو دوباره تأسیس شده و از اچلنتسا شروع به کار کرده بود، در سال ۲۰۰۵ دوباره به سری دی صعود کرد.
پس از نتایج قوی در سری دی، به دلیل ورشکستگی سایر باشگاه‌ها، کامپوباسو در سال ۲۰۱۰ به سری C2 پذیرفته شد تا جای خالی لیگ را پر کند. سه فصل بعدی شاهد این بود که کامپوباسو در میانه جدول سری C2 قرار گرفت تا اینکه این باشگاه از سوی فدراسیون فوتبال ایتالیا غیرقابل بازی شناخته شد.
بقیه دهه ۲۰۱۰ شاهد رقابت کامپوباسو عمدتاً در سری دی بود، جایی که این باشگاه به‌طور مداوم در منطقه خطر سقوط قرار نمی‌گرفت.

### مالکیت خارجی
در تاریخ ۲ ژوئیه ۲۰۱۹، هلدینگ هالی سوئیسی این باشگاه را خرید. در دسامبر ۲۰۲۰، گروه نورت سیکس مستقر در نیویورک به رهبری مت ریزتا، سهم اقلیت در کامپوباسو را خرید و ۱۱ درصد از باشگاه را با گزینه‌ای برای افزایش سهم به ۵۱ درصد در صورت صعود به سری سی، خریداری کرد.
در اولین فصل خود به عنوان مالک مشترک، جزو و ریزتا به عنوان یک دوئت موفق عمل کردند، به طوری که باشگاه تقریباً تمام فصل را در صدر جدول قرار داشت و در نهایت به سری سی صعود کرد و برای اولین بار در ۳۲ سال به سطح سوم فوتبال ایتالیا رسید.
پس از یک تابستان پر از درگیری‌های مالکیتی، کامپوباسو برای اولین بار در ۳۲ سال در سری سی به میدان رفت. این باشگاه سال را به عنوان یک مدعی اصلی سقوط آغاز کرد، اما یک فصل چشمگیر در سری سی را با کسب مقام سیزدهم و اجتناب راحت از سقوط به پایان رساند.
با شروع آماده‌سازی‌ها برای فصل ۲۰۲۲–۲۳، کامپوباسو در تاریخ ۱ ژوئیه ۲۰۲۲ به دلیل ناهنجاری‌های اداری برای سری سی پذیرفته نشد. پس از از دست دادن درخواست‌های دادرسی بیشتر، در تاریخ ۲۶ اوت ۲۰۲۲، کامپوباسو در نهایت از فوتبال ایتالیا به‌طور کلی حذف شد. در نتیجه، گروه نورت سیکس به رهبری مت ریزتا، که سهامدار اقلیت باشگاه قبلی بود، ۱۰۰ درصد سهام کامپوباسو ۱۹۱۹ را خرید که قبلاً به عنوان باشگاه ثانویه شهر خدمت کرده بود. این سرمایه‌گذاری، کامپوباسو ۱۹۱۹ را به‌طور غیررسمی به وارث باشگاه قبلی تبدیل کرد.
زیر نظر سرمربی پینو دی مئو، کامپوباسو در رقابت‌های اچلنتسا خود تسلط داشته و بلافاصله به سری دی صعود کرد.
با بازگشت پیروزمندانه به سری دی، مالکان یک تیم بلندپروازانه را با هدف صعود فوری به سری سی تشکیل دادند. کامپوباسو فصل ۲۰۲۳–۲۴ خود را با پیروزی ۲–۱ مقابل ترمولی در دور اول مسابقات جام سری دی در تاریخ ۲۷ اوت ۲۰۲۳ آغاز کرد. یک هفته بعد، گرگ‌ها در اولین بازی فصل خود در واستوگیراردی با پیروزی قاطع ۳–۰ پیروز شدند. اولین بازی خانگی قهرمانی در تاریخ ۱۰ سپتامبر ۲۰۲۳ برگزار شد - روزی که به لطف حمایت سخاوتمندانه شریک ایتالیایی-کانادایی، آلدو ویتزنتو و شرکت او، آویکور کانستراکشن استادیوم به‌طور رسمی به استادیوم آویکور سلوپیانا تغییر نام داد. در برابر بیش از ۲۰۰۰ تماشاگر، کامپوباسو با نتیجه ۳–۱ مونترتوندو را شکست داد. با این حال، در پنج بازی اول، تیم تنها ۷ امتیاز کسب کرد. به همین دلیل، باشگاه تصمیم به برکناری سرمربی آندره موسکونی و مدیر ورزشی پینو دی فیلیپیس در تاریخ ۱۱ نوامبر گرفت. روزاریو پرگولیزی به عنوان سرمربی جدید گرگ‌ها و سرجیو فیلیپونی به عنوان مدیر ورزشی انتخاب شدند. با شکل‌گیری رهبری جدید و تغییرات متعدد در ترکیب در ماه دسامبر، کامپوباسو به خوبی بهبود یافت. آن‌ها در هفته چهاردهم با پیروزی بر تیم لیگ پیشرو (و قبلاً بدون باخت) باشگاه ورزشی سامبندتسه به مقام اول دست یافتند. پس از یک فصل بسیار رقابتی در گروه اف، کامپوباسو عنوان قهرمانی لیگ را کسب کرد و بدین ترتیب به صورت متوالی برای دومین بار به رده‌های حرفه‌ای بازگشت.